# Saison WNBA 2000
Navigation
Saison 1999 Saison 2001
La saison WNBA 2000 est la 4e saison de la WNBA. La saison régulière se déroule du 29 mai 2000 au 9 août 2000. Les playoffs commencent le 11 août 2000 et se terminent le 26 août 2000, avec le dernier match des finales WNBA remporté par les Comets de Houston aux dépens du Liberty de New York 2 manches à 0.
Les Comets remportent leur quatrième titre consécutif de champion WNBA.

## Faits notables
- Le All-Star Game 2000 se déroule à l'America West Arena à Phoenix. Les All-Stars de l'Ouest l'emportent sur les All-Stars de l'Est 73-61. Tina Thompson est élue MVP.
- Le premier choix de la draft, qui s'est tenue le 25 avril 2000, est Ann Wauters, sélectionnée par les Rockers de Cleveland. Une draft d'expansion est organisée le 15 décembre 1999 afin de constituer les effectifs des nouvelles franchises arrivées dans la ligue cette saison.
- Quatre nouvelles franchises sont créées lors de cette saison 2000 : le Fever de l'Indiana, le Sol de Miami, le Fire de Portland et le Storm de Seattle.

## Classement de la saison régulière

### Par conférence
V = victoires, D = défaites, PCT = pourcentage de victoires, GB = retard (en nombre de matchs)
| Équipe                | V  | D  | PCT. | GB |
| --------------------- | -- | -- | ---- | -- |
| Liberty de New York   | 20 | 12 | 62.5 | -  |
| Rockers de Cleveland  | 17 | 15 | 53.1 | 3  |
| Miracle d'Orlando     | 16 | 16 | 50.0 | 4  |
| Mystics de Washington | 14 | 18 | 43.8 | 6  |
| Shock de Détroit      | 14 | 18 | 43.8 | 6  |
| Sol de Miami          | 13 | 19 | 40.6 | 7  |
| Fever de l'Indiana    | 9  | 23 | 28.1 | 11 |
| Sting de Charlotte    | 8  | 24 | 25.0 | 12 |

| Équipe                 | V  | D  | PCT. | GB |
| ---------------------- | -- | -- | ---- | -- |
| Sparks de Los Angeles  | 28 | 4  | 87.5 | -  |
| Comets de Houston      | 27 | 5  | 84.4 | 1  |
| Monarchs de Sacramento | 21 | 11 | 65.6 | 7  |
| Mercury de Phoenix     | 20 | 12 | 62.5 | 8  |
| Starzz de l'Utah       | 18 | 14 | 56.3 | 10 |
| Lynx du Minnesota      | 15 | 17 | 46.9 | 13 |
| Fire de Portland       | 10 | 22 | 31.3 | 18 |
| Storm de Seattle       | 6  | 26 | 18.8 | 22 |

| Qualifié pour les playoffs |

## Playoffs
|  | Premier tour     | Premier tour           | Premier tour |                      |   | Finales de Conférence | Finales de Conférence | Finales de Conférence |  |  | Finales WNBA | Finales WNBA        | Finales WNBA |
|  |                  |                        |              |                      |   |                       |                       |                       |  |  |              |                     |              |
|  | 1                | Liberty de New York    | 2            |                      |   |                       |                       |                       |  |  |              |                     |              |
|  | 4                | Mystics de Washington  | 0            |                      |   |                       |                       |                       |  |  |              |                     |              |
|  | 4                | Mystics de Washington  | 0            |                      | 1 | Liberty de New York   | 2                     |                       |  |  |              |                     |              |
|  | Conférence Est   |                        |              |                      | 1 | Liberty de New York   | 2                     |                       |  |  |              |                     |              |
|  |                  |                        | 2            | Rockers de Cleveland | 0 |                       |                       |                       |  |  |              |                     |              |
|  | 2                | Rockers de Cleveland   | 2            | Rockers de Cleveland | 0 | 2                     |                       |                       |  |  |              |                     |              |
|  | 2                | Rockers de Cleveland   |              |                      |   | 2                     |                       |                       |  |  |              |                     |              |
|  | 3                | Miracle d'Orlando      | 1            |                      |   |                       |                       |                       |  |  |              |                     |              |
|  |                  |                        |              |                      |   |                       |                       |                       |  |  | E4           | Liberty de New York | 0            |
|  |                  |                        | O2           | Comets de Houston    | 2 |                       |                       |                       |  |  |              |                     |              |
|  | 1                | Sparks de Los Angeles  | 2            |                      |   |                       |                       |                       |  |  |              |                     |              |
|  | 4                | Mercury de Phoenix     | 0            |                      |   |                       |                       |                       |  |  |              |                     |              |
|  | 4                | Mercury de Phoenix     | 0            |                      | 1 | Sparks de Los Angeles | 0                     |                       |  |  |              |                     |              |
|  | Conférence Ouest |                        |              |                      | 1 | Sparks de Los Angeles | 0                     |                       |  |  |              |                     |              |
|  |                  |                        | 2            | Comets de Houston    | 2 |                       |                       |                       |  |  |              |                     |              |
|  | 2                | Comets de Houston      | 2            | Comets de Houston    | 2 | 2                     |                       |                       |  |  |              |                     |              |
|  | 2                | Comets de Houston      |              |                      |   | 2                     |                       |                       |  |  |              |                     |              |
|  | 3                | Monarchs de Sacramento | 0            |                      |   |                       |                       |                       |  |  |              |                     |              |

## Leaders de la saison régulière

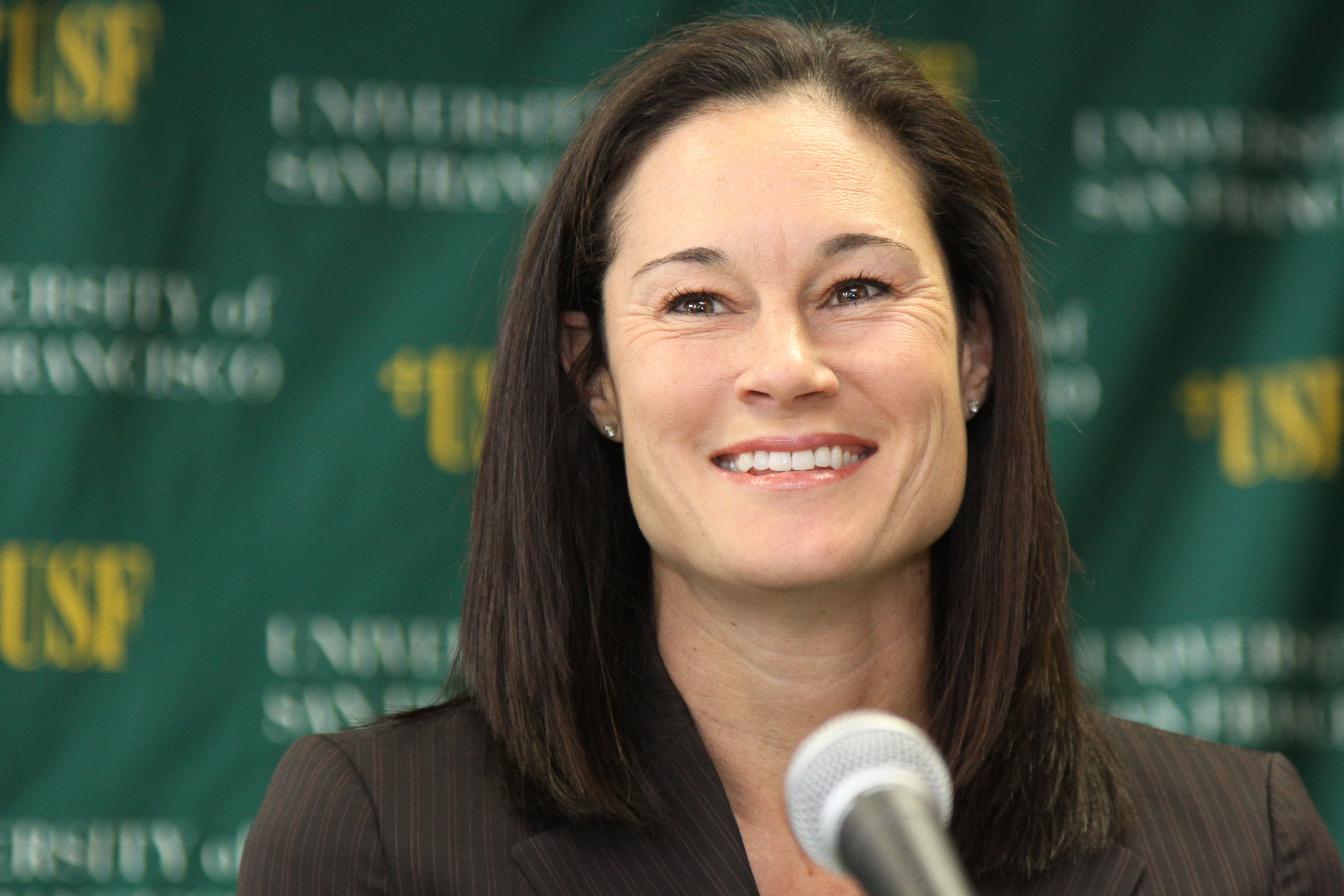
Jennifer Azzi, joueuse la plus adroite aux lancers francs.

| Catégorie                  | Joueur           | Équipe                 | Statistiques |
| -------------------------- | ---------------- | ---------------------- | ------------ |
| Points par match           | Sheryl Swoopes   | Comets de Houston      | 20,7         |
| Rebonds par match          | Natalie Williams | Starzz de l'Utah       | 11,6         |
| Passes décisives par match | Ticha Penicheiro | Monarchs de Sacramento | 7,9          |
| Interceptions par match    | Sheryl Swoopes   | Comets de Houston      | 2,8          |
| Contres par match          | Małgorzata Dydek | Starzz de l'Utah       | 3,0          |
| % aux tirs                 | Murriel Page     | Mystics de Washington  | 59, 0%       |
| % aux lancers francs       | Jennifer Azzi    | Starzz de l'Utah       | 93,0 %       |
| % à 3 points               | Korie Hlede      | Starzz de l'Utah       | 43,1 %       |

## Récompenses individuelles
| - Meilleure joueuse de la saison : - Meilleure joueuse des Finales : - Rookie de l'année : - Meilleure défenseure de la saison : - Meilleure progression : - Entraîneur de l'année : - Trophée Kim Perrot de la sportivité : | Sheryl Swoopes (Comets de Houston) Cynthia Cooper (Comets de Houston) Betty Lennox (Lynx du Minnesota) Sheryl Swoopes (Comets de Houston) Tari Phillips (Liberty de New York) Michael Cooper (Sparks de Los Angeles) Suzie McConnell Serio (Rockers de Cleveland) |

| - All-WNBA First Team : F Sheryl Swoopes (Comets de Houston) F Natalie Williams (Starzz de l'Utah) C Lisa Leslie (Sparks de Los Angeles) G Cynthia Cooper (Comets de Houston) G Ticha Penicheiro (Monarchs de Sacramento) | - All-WNBA Second Team : F Katie Smith (Lynx du Minnesota) F Tina Thompson (Comets de Houston) C Yolanda Griffith (Monarchs de Sacramento) G Teresa Weatherspoon (Liberty de New York) G Shannon Johnson (Miracle d'Orlando) G Betty Lennox (Lynx du Minnesota) (ex æquo) |